# استفان فالباکن
استفان فالباکن (نروژی: Stefan Faldbakken؛ زادهٔ ۱۳ ژانویهٔ ۱۹۷۲) کارگردان فیلم و فیلم‌نامه‌نویس اهل نروژ است. فیلم تشویش او در بخش نوعی نگاه در جشنواره فیلم کن ۲۰۰۶ نمایش داده شد.
از فیلم‌هایی که وی در آن‌ها نقش داشته‌است، می‌توان به معجزات کوچک و بزرگ و تشویش اشاره نمود.